# Franz Rost (Kopist)
Franz Rost (* wohl kurz vor 1640 in Mahlberg bei Lahr/Schwarzwald; † 28. April 1696 in Straßburg) war ein deutscher Musikkopist und möglicherweise auch Komponist. Die von ihm zusammengetragene Sammlung musikalischer Abschriften ist heute als Codex Rost bekannt.

## Leben
Rost erhielt seine Ausbildung zum Priester an der Jesuitenschule in Baden-Baden. Dort erhielt er als Sängerknabe in der Stiftskirche musikalisches Basiswissen. Ab 1653 erlernte er vermutlich beim Kantor der Stiftskirche das Orgel- und Violinspiel. Rost erhielt auch die Priesterweihe. Etwa seit 1660 hatte Rost, möglicherweise im Auftrag des Markgrafen von Baden, in erster Linie Triosonaten von bekannten zeitgenössischen Komponisten für den Einsatz bei Hof zu kopieren. Er konnte seine Arbeit an der heute als „Codex Rost“ oder „Rost-Manuskript“ bekannten Sammlung weiterführen, als er ein kirchliches Amt an St. Pierre-le-Vieux in Straßburg erhielt. Dem Umstand, dass Rost Abschriften mit nach Straßburg nehmen konnte, ist es zu verdanken, dass die Sammlung der sicheren Vernichtung bei der Zerstörung des Markgräflichen Schlosses im Pfälzischen Erbfolgekrieg im Jahre 1689 entging. Sébastien de Brossard kaufte schließlich die Sammlung von Rosts Erben. Durch diesen kam sie 1726 nach Paris in die „Bibliothèque Royale“, der heutigen Bibliothèque nationale de France.

## Der Codex Rost
Der Codex Rost besteht aus 156 Werken und zählt damit neben der umfangreichen Dübensammlung, dem Partiturbuch Ludwig und der Sammlung Kromeriz zu den wichtigen Quellen der europäischen Instrumentalmusik des 17. Jahrhunderts. Die überwiegende Mehrheit sind Sonaten oder sonatenähnliche Werke von 27 verschiedenen Komponisten, davon 28 Werke italienischer Meister. Außerdem enthält die Sammlung 81 anonyme Stücke, von denen einige Rost selber zugeschrieben werden. Die Entstehungszeit der Kompositionen reicht von etwa 1640 bis 1687 und ist in drei Stimmbüchern (1. Violine, 2. Violine und Orgel) niedergeschrieben. Sonaten, die ursprünglich vier- oder fünfstimmig angelegt waren, reduzierte Rost um die Mittelstimmen, wie an den Beispielen einiger Sonaten von Johann Rosenmüller oder Dietrich Becker sichtbar wird. In den Passagen, in denen die Mittelstimmen eine tragende Rolle spielten, ließ er diese ganz weg.
Da die Markgrafen in der Baden-Badener Stiftskirche begraben wurden, ist es verständlich, dass die Sammlung viele „Tombeaux“ und andere Trauermusiken enthält, außerdem enthält sie zahlreiche Kirchensonaten. Aber auch etliche Kammersonaten für zwei Violinen und Continuo sowie Unterhaltungsmusiken sind vertreten, wie „Der Polnisch Dudelsack“ und Stücke von Johann Heinrich Schmelzer, zahlreiche „Capriccios“ von Rosenmüller und Giuseppe Zamponi und eine größere Anzahl „Battaglias“, darunter eine von Schmelzer und jeweils vier von Johann Michael Nicolai und Johann Stoss, die an der Düsseldorfer Hofkapelle wirkten.
Schmelzer ist mit 19 Kompositionen am besten vertreten, gefolgt von Maurizio Cazzati mit 18 Werken. Weitere Komponisten wie Giovanni Battista Vitali und Antonio Bertali sind mit je vier Werken vertreten. Vorhanden sind auch zahlreiche Einzelstücke von mehr als einem Dutzend Komponisten, darunter so bekannte Namen wie Johann Joseph Fux, Johann Caspar von Kerll, Johann Philipp Krieger, Johann Jakob Froberger, Tarquinio Merula und Giacomo Carissimi; letzterer ist nur mit einem Werk vertreten, der weihnachtlichen Motette „Salve, puellulae regalis animi“ (dem einzigen Vokalwerk der Sammlung). Zu den weiteren Komponisten gehören der Bonner Hofkomponist Carl Rosier, Balthazar Richard, der wie Zamponi am Brüsseler Hof tätig war, der polnische Hofkomponist Marcin Mielczewski, der böhmische Arzt und Geiger Jan Ignác František Vojta oder der heute weithin unbekannte venezianische Komponist, als  Signore Toleta bezeichnet.